# عنایت‌الله نظری
عنایت‌الله نظری سیاستمدار افغانستانی می‌باشد. نظری پیشتر به‌عنوان معاون اول وزارت دفاع خدمت می‌کرد؛ او در ۸ آگست ۲۰۱۲ پس از استعفای عبدالرحیم وردک، وزیر موقت وزارت دفاع افغانستان شد. در ۱۵ سپتامبر ۲۰۱۲ وی سمتش را به بسم‌الله خان محمدی سپرد. او همچنین از سال ۲۰۰۲ الی ۲۰۰۴، وزارت امور مهاجرین و عودت‌کنندگان را عهده‌دار بود.
عنایت‌الله نظری در سال ۱۹۵۴، در ولایت پروان، افغانستان به‌دنیا آمد. او در رشته حقوق و علوم سیاسی دانشگاه کابل تحصیل کرده‌است؛ وی تجربه کار در وزارت عدلیه در دوران جمهوری دموکراتیک افغانستان را دارد. پس از به‌قدرت رسیدن طالبان، نظری در حزب جمعیت اسلامی علیه طالبان کار می‌کرد. بعد از سقوط رژیم طالبان نظری به‌عنوان وزیر مهاجرین و عودت کنددگان و پسانتر به‌عنوان وزیر موقت وزارت دفاع منصوب شد.